# Zimri-Lim
Zimri-Lim o Zimrilim va ser rei de la ciutat-estat de Mari a l'antiga Mesopotàmia. Es va instal·lar al poder als voltants de l'any 1776 aC o 1775 aC.

## Orígens
Als documents conservats, sobretot a les Tauletes de Mari, ell mateix s'anomena fill de l'antic rei de Mari Yakhdun-Lim, però molts historiadors pensen que en realitat era el seu net o el seu nebot. Fos com fos, va agafar la direcció de la noblesa amorrita de Mari deposada per Xamxi-Adad d'Ekallatum i es va haver de refugiar a Anatòlia sud-oriental; va rebre el suport del rei Sumu-Epuh de Iamkhad (Alep), enemic de Xamxi-Adad. Quan Xamxi-Adad va morir, potser el 1775 aC, Zimri-Lim va sortir cap a Mari amb els seus partidaris i segurament forces que li va deixar el rei d'Alep, i va ocupar Mari, eliminant a Yashmakhadad, el fill de Xamxi-Adad I que ostentava el títol de rei de Mari, i retornant al tron dels seus ancestres. Zimri-Lim era de la nissaga reial de Mari i a més era rei dels bensimalites, una de les dues fraccions dels nòmades del país. Només tenia poder sobre l'altra fracció, els benjaminites, en la seva condició de sobirà de Mari.

### Rei de Mari
Sembla que l'entrada de Zimri-Lim a la ciutat de Mari no va ser gaire cruenta. Va comptarar amb la col·laboració d'alguns prínceps locals i d'alts dignataris de l'estat anterior, com per exemple els governadors de Terqa i Saggaratum. Segons un text, contava també amb l'ajuda de almenys dues importants divinitats, Annunitum i Addu. Les llistes de l'harem reial mostren que la major part de les dones de l'harem de Yashmakhadad van seguir al servei de Zimri-Lim, i amb el mateix ordre jeràrquic, inclosa l'esposa principal, Dam-hurasi, la filla del rei de Qatna, cosa que sembla significar que el rei anterior Yashmakhadad va fugir de la ciutat i els habitants van obrir les portes al nou rei. Encara que a Mari no quedin textos que ho expliquin, segurament el primer any de regnat de Zimri-Lim va ser difícil, ja que a les tauletes de Mari es comença a fer menció d'ell només a partir del segon any de regnat. Se suposa que va ser fora de la ciutat pacificant el regne i conquerint ciutats i petits estats que li eren adversos. S'han trobat unes tauletes, probablement d'aquest primer any, on es parla de diferents cerimònies religioses en honor de la deessa de la guerra Annunitum.

### Aliances
Aliat amb Qatna, es va aliar també amb Iamkhad per matrimoni amb la filla del rei d'Alep Yarim-Lim I, anomenada Shibtu. Va acabar amb la resistència dels partidaris del rei d'Assíria. La seva política d'aliances va portar a que el rei d'Ilanshura, Haya Sumu, es casés amb dues de les filles de Zimri-Lim. Per altra banda va establir un pacte d'ajuda mútua amb Ibalpiel II, rei d'Eixnunna, davant del possible atac d'Ixme-Dagan I, enemic comú i germà de Yashmakhadad. L'aliança amb Eixnunna es va trencar, per la desconfiança de Zimri-Lim sobre les intencions del rei, i per pressions de Iamkhad que no veia amb bons ulls els intents expansionistes d'Eixnunna. Zimri-Lim es va procurar també l'aliança de diversos prínceps hurrites que vivien a la zona d'Idamaraz. En aquest moment, alguns dels reis del territori d'Idamaraz van provocar una rebel·lió de les tribus amorrites dels benjaminites, que recolzats pels hurrites van estendre el seu domini. Els bensimalites, ajudats per Mari, van imposar el seu domini al territori.
Cap a l'any 1772 aC va fer una victoriosa expedició al Khabur i va conquerir la ciutat d'Ashlakka, i va acordar un tractat amb Talhayum, que li va rendir vassallatge. El document diu que aquest vassallatge es referia, no a la subordinació política sinó a "l'acord mutu i a allò que plagui als déus". Aquesta fidelitat de Talhayum a Mari li va reportar molts conflictes amb els seus veïns. Va estendre la seva influència pel territori de Zalmaqum i d'Idamaraz, i la regió de Tuttul. El rei de Tuttul entregava regularment, encara que sembla que a contracor, un impost a la ciutat de Mari.

### Guerra amb els benjaminites
Durant el segon any del regnat de Zimri-Lim, hi va haver un gran conflicte armat amb la tribu dels benjaminites. En la lluita contra aquest poderós poble amorrita, el rei de Mari va comptar amb el suport de Qadna, Iamkhad, Razama, Kurda i Babilònia. Aquesta lluita es va iniciar en l'anomenat "any de l'Ah-Purattim" (potser el 1772 aC), i va provocar greus enfrontaments. Zimri-Lim va derrotar els rebels de manera decisiva a Dur-Yahdun-Lim, una fortalesa del districte de Saggaratum, lluita en la que el rei de Mari va tenir el suport de Qatna i de Babilònia. Després de la victòria es va apoderar de les ciutats de Mišlan i Samânum, als districtes de Mari i de Terqa, de les que va arrasar de manera preventiva les fortificacions. Hi va haver una forta repressió contra els benjaminites, amb deportacions massives i confiscacions de terres, cosa que va mantenir la resistència contra Mari. Els benjaminites no es van donar per vençuts i al final del quart any de regnat de Zimri-Lim (cap a l'any 1771 aC), la guerra es va reprendre. Els benjaminites tenien al seu costat l'aliança de tribus del Zalmaqum, i les tensions creixents entre Mari i Eshnunna, afavorien la seva resistència. Al cinquè any, la guerra s'havia fet general a tota la Mesopotàmia siriana. Diversos vassalls reials es van revoltar contra Zimri-Lim. Eshnunna va entrar directament en el conflicte i va enviar dos exèrcits contra Mari i els seus aliats, amb 15.000 homes cap al nord i 5.000 o 6.000 homes cap al sud. La intervenció de Babilònia al costat de Mari cap al final del conflicte va permetre a Zimri-Lim d'equilibrar les forces i va poder signar una pau en condicions acceptables. Després de la victòria del regne de Mari, els benjaminites vençuts es van refugiar a Qatna, a Carquemix i a la regió de Zalmaqum. L'any següent els bensimalites que li donaven suport i els benjaminites, es van reconciliar i van estar en pau.

### Conflictes fronterers
Quan el rei elamita Siwepalar-Huppak va atacar Eshunna, Zimri-Lim i Hammurabi de Babilònia (un altre adversari d'Eshunna) li van donar suport. Els elamites van conquerir Eshunna. Llavors Zimri-Lim es va sentir segur per aquesta banda i es va dedicar a fer expedicions cap a l'oest en suport de Iamkhad, i se sap que va estar un temps a Ugarit. Estant allí va saber que els elamites estaven envaint el triangle del Khabur i Babilònia; llavors va forjar una nova aliança amb Hammurabi contra Elam. Shubat-Enlil va caure inicialment en mans dels elamites i Babilònia va estar seriosament amenaçada, però l'exèrcit de Mari amb el de Babilònia, i ajudats pel de Iamkhad, van rebutjar al darrer moment als elamites que en endavant van deixar de representar un perill.
Després d'això Zimri-Lim va tenir un conflicte amb el rei de Kurda, que era Hammurani o Hammu-Rabi I, que no s'ha de confondre amb Hammurabi de Babilònia, a causa dels dominis a Alakhtum o Alahtum (Alalakh) però el conflicte es va poder arranjar. Després d'això Zimri-Lim va donar suport al rei Hammurabi de Babilònia que estava en guerra contra Larsa.
Ishme-Dagan I, el fill gran de Xamxi-Adad I, que havia conservat amb dificultats el tron d'Ekallatum, va atacar els dominis septentrionals de Zimri-Lim aprofitant que part de les seves tropes eren al sud de Mesopotàmia en suport d'Hammurabi contra Larsa. La victòria dels babilonis va permetre a Zimri-Lim retornar les tropes a Mari i rebutjar a l'atacant. Llavors van esclatar revoltes al Khabur que va sufocar amb dificultats.

## Final de Mari
Al novè any del regnat de Zimri-Lim, van tenir lloc una serie de fets que van obligar-lo a actuar amb contundència diplomàtica i militar per a mantenir les seves posicions. Els elamites van seguir penetrant a la regió, i el rei de Iamkhad, el seu sogre i principal aliat, va morir. També van morir aquell any altres reis aliats, Quarni-Lim, rei d'Andarig, Hayya-Abum, rei d'Apum, Sammetar, rei d'Ashnakkum i Kabiya, rei de Kahat. Per altra banda es van refredar les relacions amb el rei Hammurabi de Babilònia, i van sorgir conflictes amb alguns regnes vassalls situats al nord de Mari, com ara Kahat, Numha i Eluhtum. La regió d'Idamaraz es va revoltar, i la ciutat d'Ashnakkum va sortir del domini de Mari. Elam havia envaït els territoris de Shehna amb un poderós exèrcit i va amenaçar Ilanshura, que es va rendir incondicionalment. Iamkhad i Babilònia van enviar tropes per lluitar contra els elamites, i Zimri-Lim de moment se'n va sortir.
Totes aquestes guerres i revoltes van afeblir el poder de Mari al dotzè any del regnat de Zimri-Lim, mentre que el rei de Babilònia quan va percebre la seva debilitat, va establir una sèrie de pactes amb alguns regnes fins llavors aliats de Zimri-Lim. Després de l'eliminació dels elamites i de Larsa i d'Eshunna, que Hammurabi va conquerir cap a l'any 1762 aC, Mari i Babilònia van quedar com els dos grans poders regionals. Les causes del conflicte entre els dos estats són desconegudes però probablement va ser l'interès de Babilònia en dominar la regió que va fer evolucionar la situació en favor d'Hammurabi.
Cap a l'any 1761 aC o potser el 1760 aC, Hammurabi, rei de Babilònia, va capturar i saquejar Mari i va destruir el seu palau. No se sap res del que li va passar a Zimri-Lim. Els babilonis no es van quedar a la ciutat, que va quedar quasi abandonada. La part nord del regne de Mari va passar a Hammurabi I de Iamkhad, i a la vall de l'Eufrates es va formar un regne d'importància menor anomenat Khana (o Hana) amb capital a Terqa que va durar fins potser el 1625 aC.